# Hot (album)
A Hot az Inna első stúdióalbuma. 2009. augusztus 4-én jelent meg Lengyelországban, Oroszországban pedig 2009. szeptember 22-én, a romániai Roton Records kiadásában. Az album augusztusban belépett a Polish Music Charts-ba, 2010 februárjában pedig a Czech Albums Charts-ba. A „Hot” kislemez hatalmas sikere után jöttek az újabb felvételek; az „Amazing”, később a Bob Taylor közreműködésével rögzített „Déjà Vu”, majd ötödikként a „10 Minutes”.

## Számlista
| 1.                     | Hot                         | 3:38 |
| 2.                     | Love                        | 3:40 |
| 3.                     | Days Nights                 | 3:23 |
| 4.                     | Fever                       | 3:26 |
| 5.                     | Left Right                  | 4:29 |
| 6.                     | Amazing                     | 3:25 |
| 7.                     | Don't Let The Music Die     | 3:36 |
| 8.                     | On & On                     | 4:39 |
| 9.                     | Ladies                      | 5:08 |
| 10.                    | Déjà Vu (Bob Taylor & Inna) | 4:20 |
| 11.                    | On & On" (Chillout Mix)     | 4:00 |
| Teljes játékidő: 44:05 |                             |      |

A lemez nemzetközileg nem egy időben, hanem országonként más és más napokon jelent meg.

## Nemzetközi megjelenések
| Ország                                          | Kiadási dátum        |
| ----------------------------------------------- | -------------------- |
| Lengyelország                                   | 2009. augusztus 4.   |
| Csehország                                      | 2010. február 22.    |
| Románia                                         | 2010. március        |
| Hollandia                                       | 2010. április        |
| Franciaország · Belgium · Portugália · Ausztria | 2010. július 12.     |
| USA                                             | 2010. augusztus 7.   |
| Svájc                                           | 2010. szeptember 10. |
| Spanyolország                                   | 2010. szeptember 28. |
| Németország                                     | 2010. október 22.    |
| Mexikó                                          | 2011. március 3.     |
| Egyesült Királyság és Írország                  | 2011. június 5.      |